# مسیه ۵۶
مسیه ۵۶(به انگلیسی: Messier 56) یا ان‌جی‌سی ۶۷۷۹ یک خوشه ستاره‌ای کروی در صورت فلکی شلیاق است که فاصله آن از زمین سی و دو هزار سال نوری و قدر ظاهری آن ۹.۵ است.